# 商丘机场
商丘机场是一個位于中國河南省商丘市梁园区观堂乡的军民共用机场，始建于1930年代，为原空军商丘机场。2011年开工改造，将成为豫东地区首个民航机场。

## 历史
- 1938年，中国空军张明生第22中队由第四大队奉命调往河南前线，支援正在进行徐州会战的陆军；中国军队向驻守在台儿庄的日军发起总攻，日军溃不成军，其残部向峄城、枣庄撤退。至此，历经月余的台儿庄战役结束。张明生所在的中队完成任务，返回归德（今河南商丘）机场，喘息未定，便遇敌机来袭。由于日军多次遭到我空军打击，敌陆军航空队不得不加大对我空军的作战力度。大家又立刻升空迎敌，敌机见我军已有准备，便偷偷逃跑了；我空军勇士在天空中徘徊良久，直到敌机远去，才降下地面来。1938年，4月10日，中日空军便在归德上空展开了一场大空战。[1]
- 1968年，现代空军商丘机场建成投入使用。
- 2010年，商丘机场改造工作正式启动。
- 2011年5月，民航商丘机场被列入中国民航发展十二五规划。

## 建设意义
- 民航商丘机场的建设，将有利于商丘及邻近的菏泽、亳州、淮北、宿州、永城等城市的经济发展、民众出行，巩固商丘的区域交通枢纽地位。